# 国鉄タキ4200形貨車
国鉄タキ4200形貨車（こくてつタキ4200がたかしゃ）は、かつて日本国有鉄道（国鉄）及び1987年（昭和62年）4月の国鉄分割民営化後は日本貨物鉄道（JR貨物）に在籍した私有貨車（タンク車）である。

## 概要
本形式は、カセイソーダ液専用の35t 積タンク車として1956年（昭和31年）2月9日から1973年（昭和48年）12月26日にかけて251両（コタキ4200 - コタキ4299、コタキ14200 - コタキ14299、コタキ24200 - コタキ24250）が造機車輌、日本車輌製造、富士重工業、汽車製造、新潟鐵工所、富士車輌、日立製作所、近畿車輛、三菱重工業、東急車輛製造、協三工業の11社にて製作された。この内コタキ4203はタキ4100形初代（コタキ4100）からの、コタキ14298、コタキ14299、コタキ24234、コタキ24235、コタキ24245 - コタキ24248は、タキ6900形（タキ6920、タキ6923、タキ6924、タキ6928 - タキ6932）からの改造編入車である。
記号番号表記は特殊標記符号「コ」（全長 12 m 以下）を前置し「コタキ」と標記する。
本形式の他にカセイソーダ液を専用種別とする貨車は、タキ2600形、タキ2800形等実に29形式が存在した。
1979年（昭和54年）10月より化成品分類番号「侵81」（侵食性の物質、腐食性物質、危険性度合2（中））が標記された。
落成時の所有者は日東紡績、日本曹達、日新興業、ソーダ商事、北海道曹達、呉羽化学工業、錦商事、東亞合成化学工業、日新電化、保土谷化学工業、関東電化工業、三井物産、昭和電工、日本カーバイド工業、山陽パルプ、日産化学工業、三菱江戸川化学、旭電化工業、鶴見曹達、鉄興社の20社であった。
ドーム付き直円筒型のタンク体は、普通鋼（一般構造用圧延鋼材、SS41現在のSS400）製で断熱材を巻き、キセ（外板）を装備している。荷役方式はタンク上部のマンホール又は液出入管からの上入れ、液出管と空気管使用による上出し方式であり、両管はS字管を装備している。その後本形式より6両の車が種車となりタキ4950形（コタキ4233 - コタキ4236→コタキ4950 - コタキ4953）、タキ5100形（コタキ4200→コタキ5103）、タキ5150形（コタキ4203→コタキ5150）へ改造された。
車体色は黒色、寸法関係は全長は10,800mm、全幅は2,400mm、全高は3,852mm、台車中心間距離は6,700mm、実容積は23.4m3 - 24.3m3、自重は17.3t - 19.4t、換算両数は積車5.5、空車1.8であり、台車はベッテンドルフ式のTR41C、TR41D、TR41E-13である。
1987年（昭和62年）4月の国鉄分割民営化時には212両の車籍がJR貨物に継承され、最後まで在籍した6両が2009年（平成21年）度に廃車となり同時に形式消滅となった。